# 44. Landwehr-Division (Deutsches Kaiserreich)
Die 44. Landwehr-Division war ein Großverband der Preußischen Armee im Ersten Weltkrieg.

## Geschichte
Die Division wurde am 15. April 1917 an der Westfront zusammengestellt und kam ausschließlich dort zum Einsatz. Sie lag vom 7. Mai bis zum 16. Oktober 1917 in Lothringen und anschließend im Oberelsass im Stellungskampf. Nach dem Waffenstillstand von Compiègne räumten die Truppen die besetzten Gebiete und marschierten in die Heimat zurück, wo der Verband zunächst demobilisiert und am 22. Januar 1919 schließlich aufgelöst wurde.

## Kommandeure
| Dienstgrad      | Name                       | Datum                            |
| --------------- | -------------------------- | -------------------------------- |
| Generalleutnant | Robert Krause              | 18. April 1917 bis 1918          |
| Generalleutnant | Hans von Heuduck           | bis 19. Mai 1918                 |
| Generalmajor    | Dietrich von Bodelschwingh | 20. Mai 1918 bis 22. Januar 1919 |